# Christian Cabrol
Christian Émile Cabrol (Chézy-sur-Marne, 16 settembre 1925 – Parigi, 16 giugno 2017) è stato un cardiologo e politico francese.
Nell'aprile del 1968 eseguì il primo trapianto di cuore in Europa.

## Biografia
Figlio di un contadino, dopo la laurea in medicina fu assegnato al reparto di chirurgia degli Ospedali di Parigi diretto da Gaston Cordier, il quale lo spinse a interessarsi alla cardiochirurgia e alla chirurgia polmonare. Nel 1956 si recò a Minneapolis, dove lavorò sotto l'egida del professor C. Walton Lillehei, il padre della cardiochirurgia.
Nell'aprile del 1968, quattro mesi dopo lo storico trapianto di Christiaan Barnard a Città del Capo, eseguì il primo trapianto al cuore all'Ospedale della Salpêtrière. Il paziente di 66 anni sopravvisse solo per 53 ore, il ché rese piuttosto scettica la comunità scientifica dell'epoca, che si dimostrava riluttante ai trapianti. Tuttavia, con la scoperta avvenuta 10 anni dopo della ciclosporina, un potente farmaco antirigetto, si poté garantire una sopravvivenza più lunga. Cabrol infatti eseguì nel 1982 il primo trapianto cardiopolmonare in Francia e si ripeté nel 1986 con il primo impianto di un cuore artificiale noto come Jarvik 7, progettato per fungere da sostituto in attesa del trapianto.
Nel 1989 fu a capo dell'Associazione francese dei trapianti, che si occupava in particolare dei prelievi di organi. Nello stesso anno fondò l'Associazione per lo sviluppo e l'innovazione in cardiologia (Adicare), con la quale contribuì a fondare l'Istituto del Cuore della Salpêtrière.
In campo politico fu membro del Raggruppamento per la Repubblica e poi dell'Unione per un Movimento Popolare. Nel 1989 e nel 1995 venne eletto consigliere comunale nel XIII arrondissement di Parigi, poi nel 2001 ricoprì la stessa carica nel XVI arrondissement. Fu anche vicesindaco della capitale dal 1995 al 2001 ed eurodeputato dal 1994 al 1999.
Morì alla Salpêtrière all'età di 91 anni, dopo una lunga malattia.